# Circus (canção)
"Circus" é uma canção da artista musical estadunidense Britney Spears contida no seu seu sexto álbum de estúdio de mesmo título (2008). Foi composta por Claude Kelly, Dr. Luke e Benny Blanco, com produção pelos dois últimos. A faixa foi lançada como o segundo single do disco em 2 de dezembro de 2008. Depois que Spears ouviu a música pela primeira vez, sentiu-se inspirada para criar um projeto e uma turnê com um tema circense. Liricamente, o número é sobre ser um anfitrião e fazer um espetáculo, como uma metáfora à percepção pública da vida da intérprete. A obra recebeu revisões positivas da mídia especializada, com a maioria dela elogiando sua elaboração eletrônica.
"Circus" alcançou sucesso comercial ficando entre as dez primeiras posições na Austrália, no Canadá, na Dinamarca, na Nova Zelândia, na Suécia e nos Estados Unidos, enquanto listou-se entre as vinte composições mais comercializadas em diversos países europeus. A faixa está entre os singles mais vendidos de todos os tempos, tendo cinco milhões e meio de cópias registradas mundialmente. Spears apresentou a canção no programa televisivo Good Morning America em 2 de dezembro de 2008 e a música foi também o número de abertura da turnê The Circus Starring Britney Spears (2009), na qual a cantora vestia um traje de mestre de picadeiro desenhado para representar uma metamorfose. Também foi incluída no repertório de sua residência em Las Vegas,  Britney: Piece of Me (2013-15).
Seu vídeo, dirigido por Francis Lawrence, foi lançado em 4 de dezembro de 2008. As cenas retratam a intérprete como diretora de circo acompanhada por diversos artistas e são intercaladas com imagens de Spears em diferentes cenários circenses. A produção recebeu análises positivas, mas foi criticada pela organização People for the Ethical Treatment of Animals (PETA) por apresentar "animais cruelmente treinados".

## Antecedentes

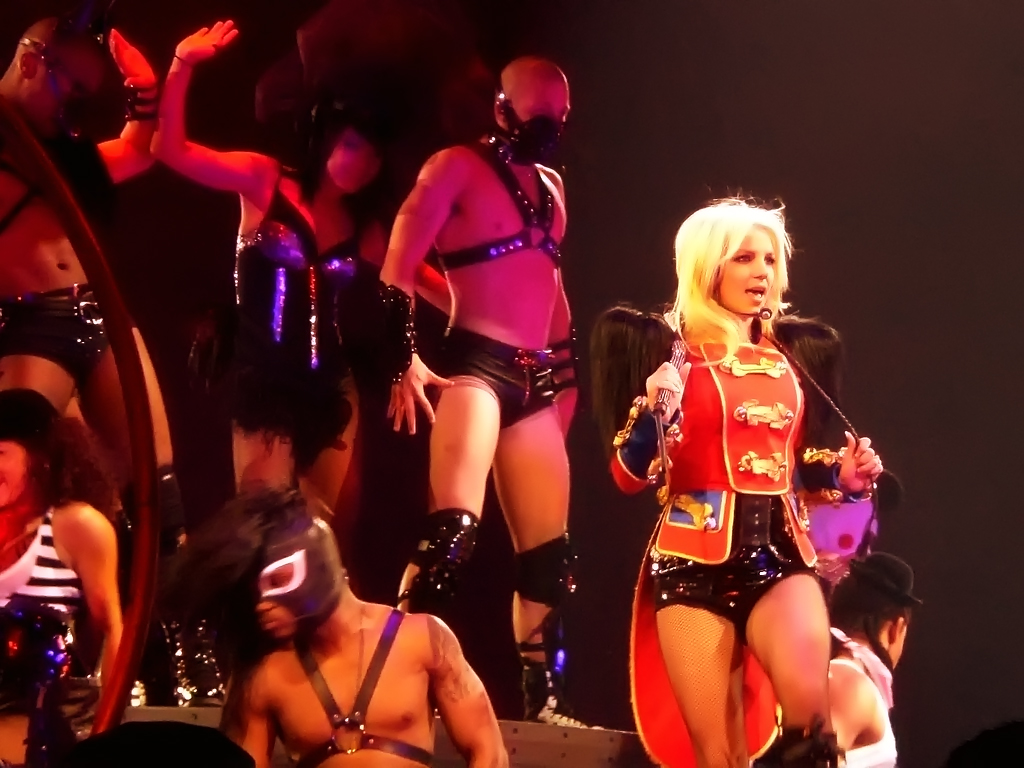
Após ouvir "Circus", Spears sentiu-se inspirada a elaborar um disco e uma turnê com um tema circense

"Circus" foi composta por Claude Kelly, Dr. Luke e Benny Blanco, e produzida pelos dois últimos. Os dois primeiros foram inicialmente encarregados de trabalhar em uma nova faixa para Britney Spears e entraram no estúdio sem nenhum conceito elaborado, com Kelly explicando que "basta conhecer o estilo dela e saber o que faz". Depois de Luke ter uma ideia sobre a música, eles basearam a canção sobre a percepção pública da vida da artista. A cantora disse que depois de ouvir o número pela primeira vez, sentiu-se inspirada e imaginou uma história por trás da obra. Ela também declarou: "['Circus'] junta as faixas do disco todo na medida em que eu queria que minha turnê fosse assim. Você pode apresentar um circo de diferentes maneiras." A composição foi gravada nos Conway Recording Studios e Chalice Studios de Los Angeles e no Glenwood Place Studio de Burbank. Os vocais de apoio foram fornecidos por Cathy Dennis, Kelly e Myah Marie. A instrumentação principal foi feita pelos produtores. A canção foi mixada por Serban Ghenea nos MixStar Studios, de Virgínia. "Circus" foi anunciada em 31 de outubro de 2008 como o segundo single do álbum de Spears de mesmo título e foi oficialmente enviada para estações de rádio estadunidenses em 2 de dezembro daquele ano.

## Composição e crítica profissional
"Circus" é uma canção de andamento acelerado dos gêneros dance-pop e electropop, com elementos pop rock. Está composta na chave de fá e possui um metrônomo de cento e quinze batidas por minuto. Os vocais de Spears se estendem variadamente entre a nota baixa de sol até a alta de dó. A música inicia com o som de um tambor e desenvolve-se até a artista começar a cantar. Os versos têm o uso de sintetizadores e batidas de pedal. O refrão é reproduzido em uma sonoridade eletrônica e os vocais da cantora foram descritos como "meio-rap". Liricamente, a composição é sobre ser um anfitrião e apresentar um concerto. Spears explica suas emoções durante a interpretação em linhas como "Eu sinto a adrenalina correndo em minhas veia / Luzes em mim e eu estou pronta para arrasar". No refrão, a intérprete compara seus sentimentos, bem como estando cantando no centro de um picadeiro. Claude Kelly comentou que o número tem "uma forma legal de fazer as pessoas dançarem e se divertirem", mas também tem uma mensagem leve.
Nick Levine, do portal Digital Spy, descreveu "Circus" como "um monstro furioso de música cujo refrão começa com um estilo de Max Martin e uma batida de Timbaland". Um redator do Popjustice elogiou a produção da música, comparando-a à de "Break the Ice". Chris Williams, da revista Billboard, em sua análise do single, apreciou a faixa por circundar Spears com "uma paisagem cyberpop eletrônica". Na resenha do álbum, Ann Donahue, do mesmo periódico, criticou as letras por requentar o tema de fama e nivelando-a à "Lucky" (2000) e à "Piece of Me" (2007). Dave de Sylvia, do Sputnikmusic, disse que enquanto "Womanizer" soava como um número de Blackout, a obra é mais reflexiva com o disco no geral. Dan Cairns, do jornal The Sunday Times, chamou-a de uma das faixas de destaque de Circus, juntamente com "If U Seek Amy" e "Mannequin". A composição foi indicada aos Teen Choice Awards de 2009 na categoria de Choice Music: Single, mas perdeu para "The Climb", de Miley Cyrus.

## Vídeo musical

Captura do vídeo de "Circus" na qual Spears interage com um elefante. Esta e a cena da artista com leões tiveram controvérsia com a People for the Ethical Treatment of Animals por apresentar, segundo a organização, "animais cruelmente treinados".

O vídeo de "Circus" foi filmado de 28 de outubro a 2 de novembro de 2008, em Los Angeles, Califórnia, com direção a cargo de Francis Lawrence, que já trabalhou com Spears na representação audiovisual de "I'm a Slave 4 U" (2001). A artista escolheu Lawrence, pois ele era a "única pessoa que poderia capturar a mensagem, torná-la realmente torcida, excêntrica e diferente". A produção foi prevista para ser lançada em 5 de dezembro de 2008 no Entertainment Tonight, mas foi mudada de última hora para 4 de dezembro.
O vídeo inicia com Spears colocando brincos Bulgari e sua fragrância Curious. Ela é então vista segurando uma cartola na frente de seu rosto, enquanto pombas voam para fora de um outro chapéu. A cantora começa a interpretar numa penteadeira, em seguida levanta-se e coloca uma jaqueta de mestre de picadeiro. Ela caminha por um corredor enquanto dança sugestivamente com diversos bailarinos circenses. Também são intercaladas imagens de diferentes artistas de circo, incluindo ginastas, contorcionistas, palhaços e um mímico sobre pernas de pau. Há cenas da interprete cantando com a cartola, usando um bodystocking nu diante de uma cortina vermelha, com um holofote nela. Isto é seguido por uma rotina de coreografia do grupo no meio de um picadeiro, onde Spears veste a jaqueta de líder, shorts de lantejoula e uma cartola com penas. No segundo verso, ela dança com uma cadeira e um chicote usando um sutiã nu coberto por folhas. O vídeo continua com uma série de cenas intercaladas, como Spears em câmera lenta na frente de uma chuva de faíscas, rodeada por dois leões e diante de um elefante. Durante a ponte, a artista e seus dançarinos executam a coreografia diante de um fundo em chamas. No último refrão, a interprete volta ao picadeiro, cercada por dois elefantes, outros artistas de circo, dançarinos e cospe-fogo. O trabalho termina com a cantora sob os holofotes, rindo com a cartola sob a cabeça.
Davil Balls, da Digital Spy, descreveu o vídeo como "atrevido, sedutor e mais do que um pouco ridículo" e disse que Spears "oferece algumas rotinas de dança bastante legais". Tim Stack, da Entertainment Weekly, comparou a coreografia na cadeira com a do roteiro de "Stronger" e adicionou que "o melhor de tudo, ela realmente parece animada nesta gravação e parece estar se divertindo". James Montgomery, da MTV, disse que após assistir a produção o leitor da resenha "está dominado a vontade súbita de ir para o Big Apple Circus. Ou pegar algum perfume Curious. Ou possivelmente os dois". A representação venceu na clasificação de Melhor Coreografia na MTV Australia Awards de 2009. Também foi nomeado a quatro categorias no Video Music Awards de 2009 de Melhor Direção Artística, Melhor Coreografia, Melhor Fotografia e Melhor Edição mas perdeu todas. A produção também foi indicada como Melhor Vídeo no MTV Europe Music Awards de 2009, mas acabou pro não ganhar.
Em 9 de dezembro de 2008, a organização dos direitos animais People for the Ethical Treatment of Animals publicou um comunicado condenando Spears por usar "leões e elefantes cruelmente treinados" e exigindo que ela "pare de usar animais exóticos em seus vídeos e concertos de uma vez por todas". A artista já havia recebido críticas da empresa, quando ela usou um python albino e um tigre enjaulado durante uma apresentação de "I'm a Slave 4 U" no MTV Video Music Awards de 2001. Kari Johnson da Have Trunk Will Travel respondeu: "[a empresa] nunca emitiu uma aprovação por escrito, nem tolera o uso de dispositivos elétricos para disciplinar e controlar os elefantes, exceto em situações onde eles ou a segurança humana está em risco. [...] A American Humane Association monitora a ação de animais em filmes e televisão. Um representante estava nos bastidores do vídeo 'Circus' da Britney Spears com os nossos elefantes, Tai e Kitty, para garantir sua segurança e bem-estar. [...] Britney, o diretor, produtores e toda a equipe respeitavam as necessidades dos elefantes e conforto deles."

## Apresentações ao vivo

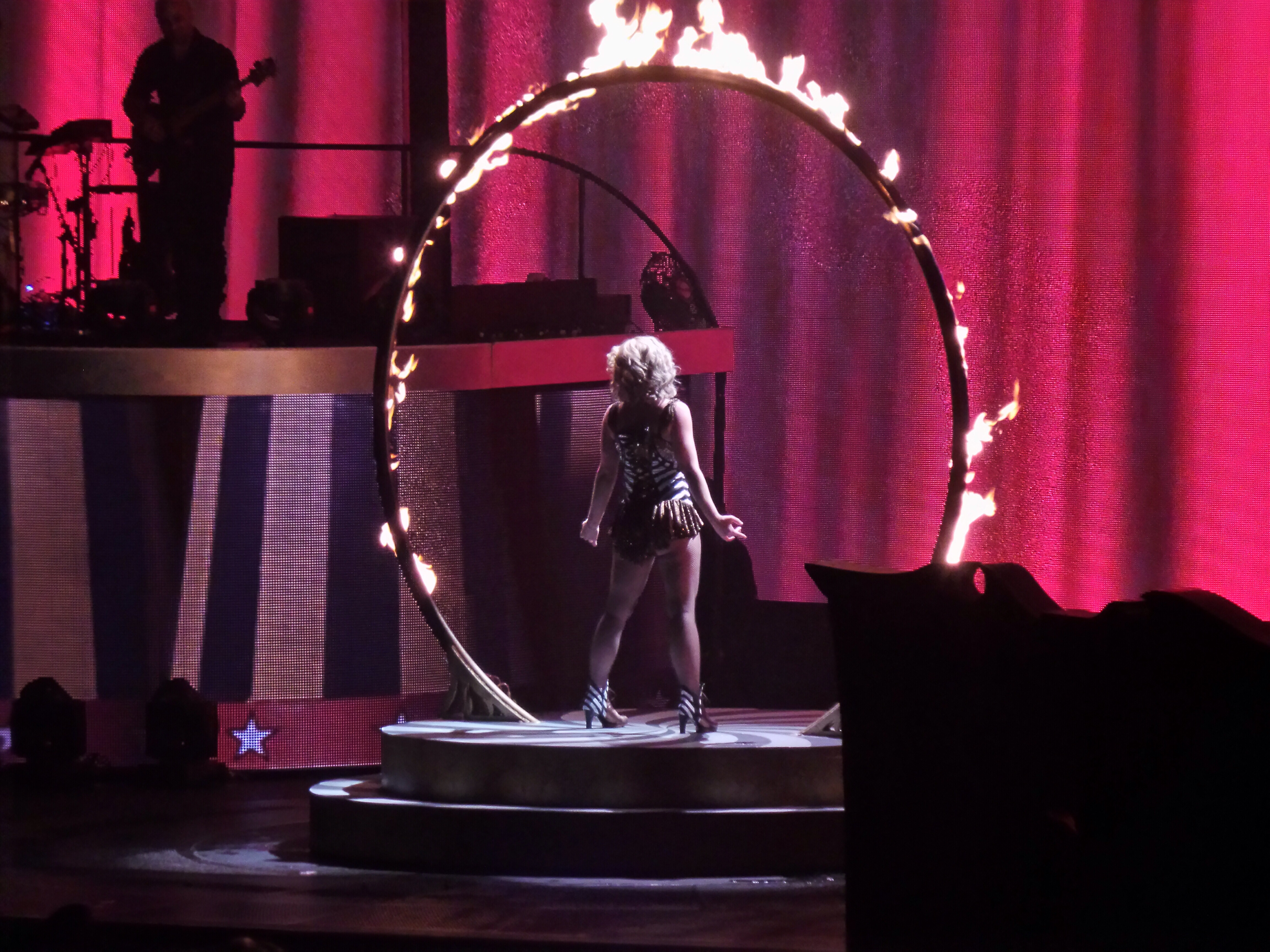
Spears em meio a um anel de fogo durante a performance de "Circus" na sua residência, Britney: Piece of Me, em 2013.

"Circus" foi apresentada em 2 dezembro de 2008 no programa matinal Good Morning America juntamente com "Womanizer", no qual Spears usava uma mini-blusa, calças de couro, uma jaqueta de mestre de picadeiro e uma cartola. A faixa foi o número de abertura da turnê da cantora The Circus Starring Britney Spears (2009). Os figurinos do espetáculo foram selecionados para mostrar uma metamorfose. O concerto começava com uma introdução em vídeo com Perez Hilton como Rainha Elizabeth I, recepcionando a platéia ao circo. No meio da mensagem audiovisual, a tela de cilindro em torno do palco começava a subir, enquanto a cantora aparecia na gravação e atirava em Hilton com uma besta, fazendo-o cair de costas no chão. Quando a mensagem terminava, a artista começava a descer do teto suspensa em uma plataforma, vestindo um cocar de guepardo, uma jaqueta de diretor de circo, bermudas pretas, botas de salto alto e carregando um chicote. Quando chegava ao palco, ela tirava o cocar para representar tanto uma mestra de picadeiro como uma domadora de leões e em seguida a canção começava a ser reproduzida. A apresentação mostrava acrobatas que subiam ao palco e giravam em anéis gigantes no ar. A interpretação acabava com Spears tirando sua jaqueta de líder para revelar um corset de cristal Swarovski, representando uma escrava. Ela então corria para o centro do palco principal, rodeada por jatos de fumaça, para entrar em uma gaiola dourada e cantar "Piece of Me". Escrevendo para a revista People, Chuck Arnold comentou que ao descer do teto em uma indumentária vermelha que "mescla diretor de circo com dominatrix" para a performance do single, a artista "mostrou que seu corpo estava em boa forma, embora não tenho feito o mesmo em relação às suas habilidades de dança." James Montgomery, da MTV, definiu ambas as apresentações de "Circus" e "Radar" como "ótimas".
Também foi adicionada ao repertório da residência de Spears em Las Vegas, Britney: Piece of Me (2013-15). Para o número, a cantora aparecia na parte de trás do palco, em meio a um anel de fogo, lembrando uma showgirl.

## Faixas e formatos
"Circus"  foi lançada através de download digital na loja Amazon contendo o single com uma duração máxima de três minutos e doze segundos e um remix de "Womanizer". Posteriormente foi comercializado um extended play (EP) com cinco remixes da obra.
| Download digital |                                                |         |  |
| N.º              | Título                                         | Duração |  |
| 1.               | "Circus"                                       | 3:12    |  |
| 2.               | "Womanizer" (Mike Rizzo Funk Generation Radio) | 3:49    |  |

| Extended play (EP) digital de remixes |                                           |         |  |
| N.º                                   | Título                                    | Duração |  |
| 1.                                    | "Circus" (Diplo Circus Remix)             | 4:25    |  |
| 2.                                    | "Circus" (Tom Neville's Ringleader Remix) | 7:50    |  |
| 3.                                    | "Circus" (Villains Remix)                 | 5:17    |  |
| 4.                                    | "Circus" (Linus Loves Remix)              | 4:39    |  |
| 5.                                    | "Circus" (Junior Vasquez Electric Circu)  | 9:02    |  |

## Créditos
Lista-se abaixo os profissionais envolvidos na elaboração de "Circus", de acordo com o encarte acompanhante ao Circus:
| - Britney Spears - Vocalista principal; - Lukasz Gottwald - composição, produção, bateria, teclados, programação e violão; - Claude Kelly - composição e vocais auxiliares; - Benjamin Levin - composição, produção, bateria, teclados e programação; | - Serban Ghenea – mixagem; - John Hanes – Pro Tools; - Cathy Dennis – vocais auxiliares; - Myah Marie – vocais auxiliares. |

## Desempenho nas tabelas musicais
Em 20 de dezembro de 2008, "Circus" estreou no número três na listagem estadunidense Billboard Hot 100 devido às vendas digitais de mais de 212 mil unidades. Na publicação de 7 de março de 2009, a canção alcançou a primeira colocação na tabela Pop Songs e a terceira na Hot Dance Club Songs, as quais são igualmente da revista Billboard. A faixa já vendeu mais de 3 milhões de cópias nos Estados Unidos, de acordo com a Nielsen SoundScan. No Canadá, a obra estreou no segundo posto baseando-se exclusivamente em downloads digitais, sendo impedida de subir ao topo por "Poker Face", de Lady Gaga. Em 8 de dezembro, a composição listou-se no 15º emprego na tabela australiana ARIA Charts, alcançando o sexto duas semanas depois. Neste país, foi certificada como disco de platina pela Australian Recording Industry Association (ARIA) por mais de 70 mil comercializações. Na Nova Zelândia, o single chegou ao quarto lugar e foi autenticado como ouro pela Recording Industry Association of New Zealand (RIANZ) após vender 7.500 edições. Ficou entre as vinte mais vendidas na Suécia, Áustria, República Checa, Finlândia, Noruega, Países Baixos e Reino Unido. Segundo a empresa Official Charts Company, o número vendeu 190 mil cópias em território britânico. "Circus" está também entre os singles mais vendidos de 2009, comercializado 5,5 milhões de edições mundialmente.
| Tabela musical (2008-09)                                      | Melhor posição |
| ------------------------------------------------------------- | -------------- |
| Austrália - ARIA Charts                                       | 6              |
| Áustria - Ö3 Austria Top 40                                   | 14             |
| Bélgica (Flandres) - Ultratop 50                              | 37             |
| Bélgica (Valônia) - Ultratop 40                               | 27             |
| Canadá - Canadian Hot 100                                     | 2              |
| Dinamarca - Tracklisten                                       | 9              |
| Eslováquia - IFPI                                             | 13             |
| Estados Unidos - Billboard Hot 100                            | 3              |
| Estados Unidos - Hot Dance Club Songs                         | 3              |
| Estados Unidos - Pop Songs                                    | 1              |
| Finlândia - IFPI                                              | 15             |
| França - Syndicat National de l'Édition Phonographique        | 19             |
| Hungria - Magyar Hanglemezkiadók Szövetsége                   | 4              |
| Irlanda - Irish Recorded Music Association                    | 12             |
| Japão - Japan Hot 100                                         | 38             |
| Noruega - VG-lista                                            | 15             |
| Nova Zelândia - Recording Industry Association of New Zealand | 4              |
| Países Baixos - Dutch Top 40                                  | 41             |
| Reino Unido - UK Singles Chart                                | 13             |
| Chéquia - IFPI                                                | 41             |
| Suécia - Sverigetopplistan                                    | 6              |
| Suíça - IFPI                                                  | 19             |

| País                       | Certificação |
| -------------------------- | ------------ |
| Austrália - ARIA           | Platina      |
| Dinamarca (IFPI Dinamarca) | Ouro         |
| Estados Unidos (RIAA)      | 5× Platina   |
| Nova Zelândia - RIANZ      | Ouro         |
| Reino Unido (BPI)          | Platina      |

| Tabela musical (2009)              | Posição |
| ---------------------------------- | ------- |
| Austrália - ARIA Charts            | 62      |
| Bélgica (Valônia) - Ultratop 40    | 87      |
| Canadá - Canadian Hot 100          | 15      |
| Estados Unidos - Billboard Hot 100 | 27      |
| Reino Unido - UK Singles Chart     | 105     |
| Suécia - Sverigetopplistan         | 78      |